# Вулиця Павла Ловецького
Вулиця Павла Ловецького — вулиця в Мелітополі. Починається від вулиці Бориса Михайлова, йде паралельно вулиці Чкалова й закінчується на північному переїзді, виходячи на вулицю Чкалова в тому місці, де вона переходить у Північно-Лінійну вулицю.

## Назва
Вулиця названа на честь Павла Ловецького (1911-1975), мелітопольського письменника, краєзнавця, мандрівника, голови мелітопольського літературного об'єднання, яке тепер має його ім'я.
Поруч знаходиться однойменний провулок Павла Ловецького.

## Історія
Рішення про прорізання та найменування вулиці було прийнято 2 листопада 1954. Вулиця отримала ім'я Жданова, на часть Андрія Олександровича Жданова (1896-1948), радянського державного та партійного діяча.
10 жовтня 1958 року вулиця Жданова була продовжена, включивши частину будинків, які до того були приписані до Колгоспної вулиці (теперішня Запорізька).
18 травня 1989 року вулиця Жданова була перейменована на вулицю Павла Ловецького.